# Scooby-Doo i napadači iz svemira
Scooby Doo i napadači iz svemira (engl. Scooby Doo and the Alien Invaders) treći je dugometražni animirani DVD film iz serije Scooby Doo, izdan 2000. godine.

## Radnja
Zbog pješčane oluje prijatelji nenadano skreću s glavne ceste i završavaju u pustinji s pokvarenim hladnjakom svoga kombija. Uočavaju u daljini svjetla obližnjega grada, pa Fred, Velma i Daphne pješke odlaze onamo po pomoć, dok Scooby i Shaggy ostaju čuvati kombi. No u pustinji strašljivi i gladni dvojac nailazi na dva jeziva svemirca. Bježe u grad, točnije u mjesni kafić, sve javiti ostalima. Vlasnici kažu kako takva viđenja u njihovu gradiću nisu rijetka, a jedan od gostiju, Lester, tvrdi kako su njega i odveli na svemirski brod gdje su mu postavljali kojekakva pitanja. Lester nudi škvadri smještaj u svojoj kući i prijatelji pristaju ondje prenoćiti. Sutradan ih čekaju nova poznanstva, prijateljstva i ljubavi, ali i nova zagonetka.

## Glasovi
| Lik                                                  | Engleska inačica         | Hrvatska inačica |
| ---------------------------------------------------- | ------------------------ | ---------------- |
| Scooby-Doo                                           | Scott Innes              | Siniša Popović   |
| Shaggy Rogers                                        | Scott Innes              | Dražen Bratulić  |
| Daphne Blake                                         | Mary Kay Bergman         | Sanja Marin      |
| Fred Jones                                           | Frank Welker             | Hrvoje Klobučar  |
| Velma Dinkley                                        | B.J. Ward                | Jasna Palić      |
| Lester                                               | Jeff Glen Bennett        | Željko Mavrović  |
| Crystal                                              | Candi Milo               | Hana Hegedušić   |
| Amber                                                | Candi Milo               | Olga Pakalović   |
| Steve                                                | Mark Hamill              | Janko Rakoš      |
| Laura                                                | Audrey Wasilewski        | Dora Polić       |
| Max                                                  | Kevin Michael Richardson | Damir Orlić      |
| Dottie                                               | Jennifer Hale            | Nada Abrus       |
| Sergio                                               | Neil Ross                | Željko Duvnjak   |
| Lažni policajac #1 (Fake military police officer #1) | ???                      | Tomislav Rališ   |
| Lažni policajac #2 (Fake military police officer #2) | ???                      | Miro Šegrt       |
| Mehaničar Buck                                       | ???                      | Ranko Zidarić    |
| Policajac                                            | ???                      | Tomislav Rališ   |
| FBI agent                                            | ???                      | Miro Šegrt       |

Ton-majstor: Siniša Tvorić
Redatelj: Branko Sviben
Studio: Alfa Film